# Maeen Al-Obaidi
Maeen Al-Obaidi (en árabe: مين العبيدي‎) es una abogada yemení que actúa como mediadora en la ciudad de Taiz en el contexto de la guerra civil yemení. En 2022 fue reconocida como una de las 100 mujeres de la BBC.

## Trayectoria
Al-Obaidi se licenció en derecho por la Universidad de Taiz, antes de recibir un diploma en derecho público de la Universidad Assiut en Egipto. Al-Obaidi ejerció la abogacía en la ciudad de Taiz, hasta el inicio de la guerra civil en Yemen en 2014. En este conflicto las mujeres sufrieron arrestos, violencia sexual, desplazamientos y reclutamiento forzado de sus hijos. Comenzó a trabajar por la paz a través de la mediación, con el objetivo de facilitar el intercambio de prisioneros para que los combatientes pudieran regresar vivos a sus hogares o sus cuerpos fueran devueltos a sus familias. Al-Obaidi se ofreció como voluntaria en la Unión de Mujeres de Yemen, donde abogó por las mujeres encarceladas. También fue la primera mujer en ser ascendida al Consejo del Sindicato de Abogados, donde supervisó el comité de derechos humanos y libertades.

## Reconocimientos
En 2022, Al-Obaidi fue nombrada una de las 100 mujeres de la BBC. Fue la única mujer yemení que apareció ese año en la lista.